# Een gezelschap van Deense kunstenaars in Rome
Een gezelschap van Deense kunstenaars in Rome (Deens: Et selskab af danske kunstnere i Rom) is een schilderij van Constantin Hansen uit 1837. Het toont de schilder in gezelschap van Deense collega-kunstenaars die in het voorjaar van dat jaar in Rome verbleven. Van links naar rechts zijn te zien: Constantin Hansen, Gottlieb Bindesbøll, Martinus Rørbye, Wilhelm Marstrand, Albert Küchler, Ditlev Blunck en Jørgen Sonne. Het schilderij maakt deel uit van de collectie van het Statens Museum for Kunst in Kopenhagen.

## Geschiedenis
Op 9 maart 1837 besloot Kunstforeningen (Het kunstgenootschap) in Kopenhagen om zes Deense kunstenaars die in het buitenland woonden uit te nodigen hun werken aan te bieden aan het genootschap. Deze oproep werd gericht aan Ditlev Blunck, Constantin Hansen, Albert Küchler, Wilhelm Marstrand, Niels Simonsen en Jørgen Sonne.
De oproep bereikte Constantin Hansen waarschijnlijk begin april 1837. Bewaard gebleven correspondentie suggereert dat hij pas daarna aan het schilderij begon. Er zijn verschillende getuigenissen van de afgebeelde personen over het ontstaan van het schilderij. Zo schreef Rørbye in zijn dagboek: "Een saaie dag, ik heb die doorgebracht model zittend voor Hansen voor de studie voor het schilderij waaraan hij is begonnen met verschillende van de Deense kunstenaars." Hansen had een grondige voorbereiding. Van elke kunstenaar maakte hij eerst een studie. Van zichzelf liet hij door Albert Küchler een studie schilderen. Het schilderij werd in de herfst voltooid en samen met andere schilderijen op 16 november 1837 naar Kopenhagen gestuurd.

## Voorstelling
Op het schilderij zijn de zeven kunstenaars en een hond te zien in een kamer met balkon in Rome. De mannen roken en drinken koffie. De hoofdpersoon van het schilderij is de architect Gottlieb Bindesbøll die op de grond ligt op enkele oriëntaalse kussens met een fez op zijn hoofd. De andere artiesten zitten of staan om hem heen en luisteren min of meer geïnteresseerd naar wat hij gaat vertellen. Bindesbøll was net teruggekeerd van een reis naar Athene en Istanboel met Rørbye. Dit deel van Europa was door de lange Turkse bezetting voor velen nog onbekend.
In het interieur hangen schetsen die de kunstenaars tijdens hun verblijf in Italië hebben gemaakt. Aan de muur is bijvoorbeeld de schets te zien die Constantin Hansen maakte voor het schilderij Piazza della Bocca della Verità met de zogenaamde Vesta-tempel in Rome. Aan de andere kant van de balkondeur staat een gipsen figuur van een man gekleed in een antiek gewaad gemaakt door Herman Wilhelm Bissen. Op de tafel staat een schets voor het Thorvaldsens Museum, een werk van Bindesbøll dat vanaf 1839 gebouwd werd. Achter het balkon is de belangrijkste bron van inspiratie voor de kunstenaars te zien: het negentiende-eeuwse Rome.
Waar veel schilderijen uit die periode een zonnig en zorgeloos beeld van Rome lieten zien, heeft dit schilderij een serieuze uitstraling. Het is duidelijk dat er belangrijke kunstzinnige zaken besproken worden. Dit droeg wellicht bij aan de gemengde ontvangst die het werk in eerste instantie ten deel viel. Tegenwoordig geldt het als een belangrijk schilderij van de Deense Gouden Eeuw.

## Afbeeldingen

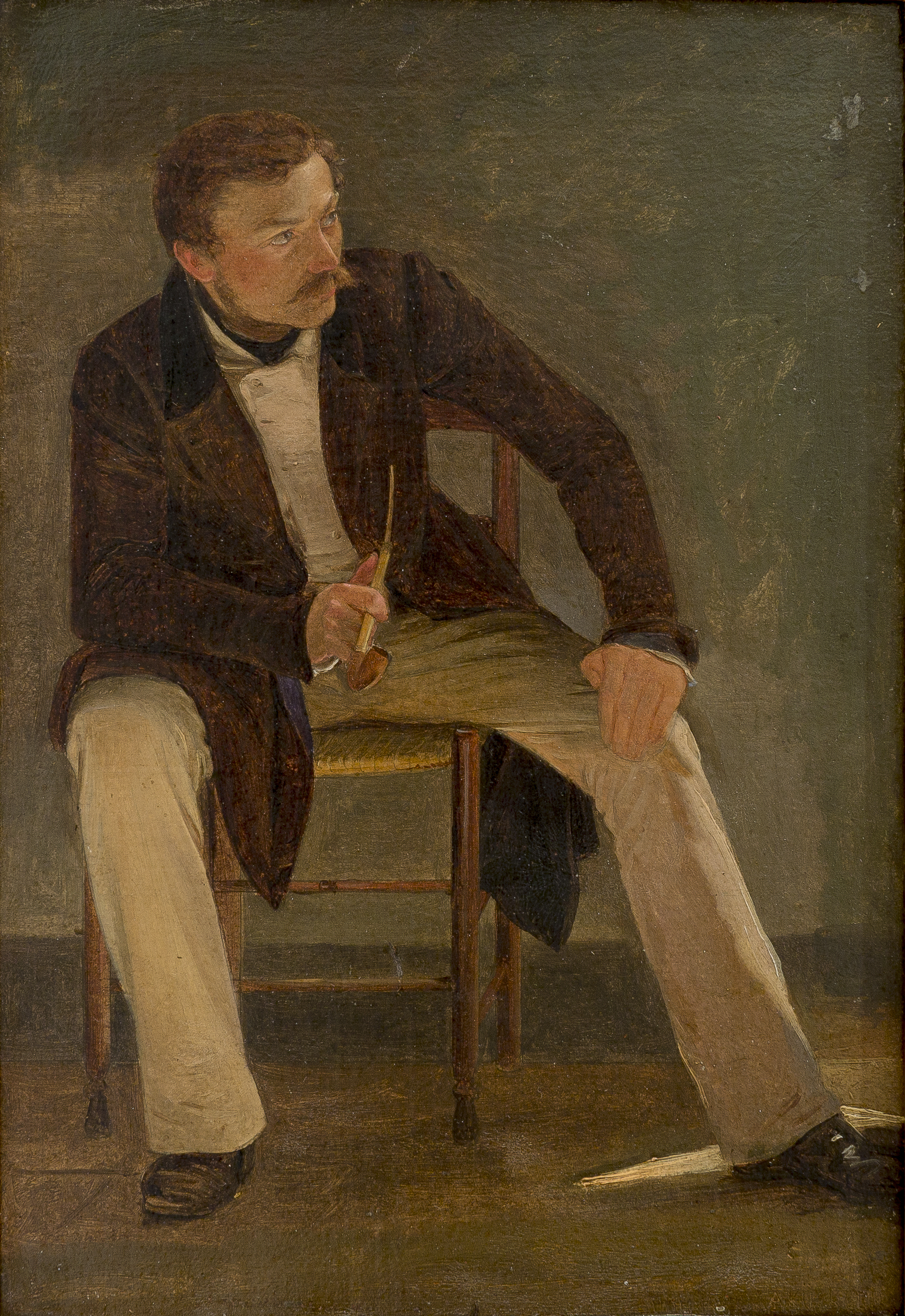
De schilder Constantin Hansen voorbereidende studie door Albert Küchler
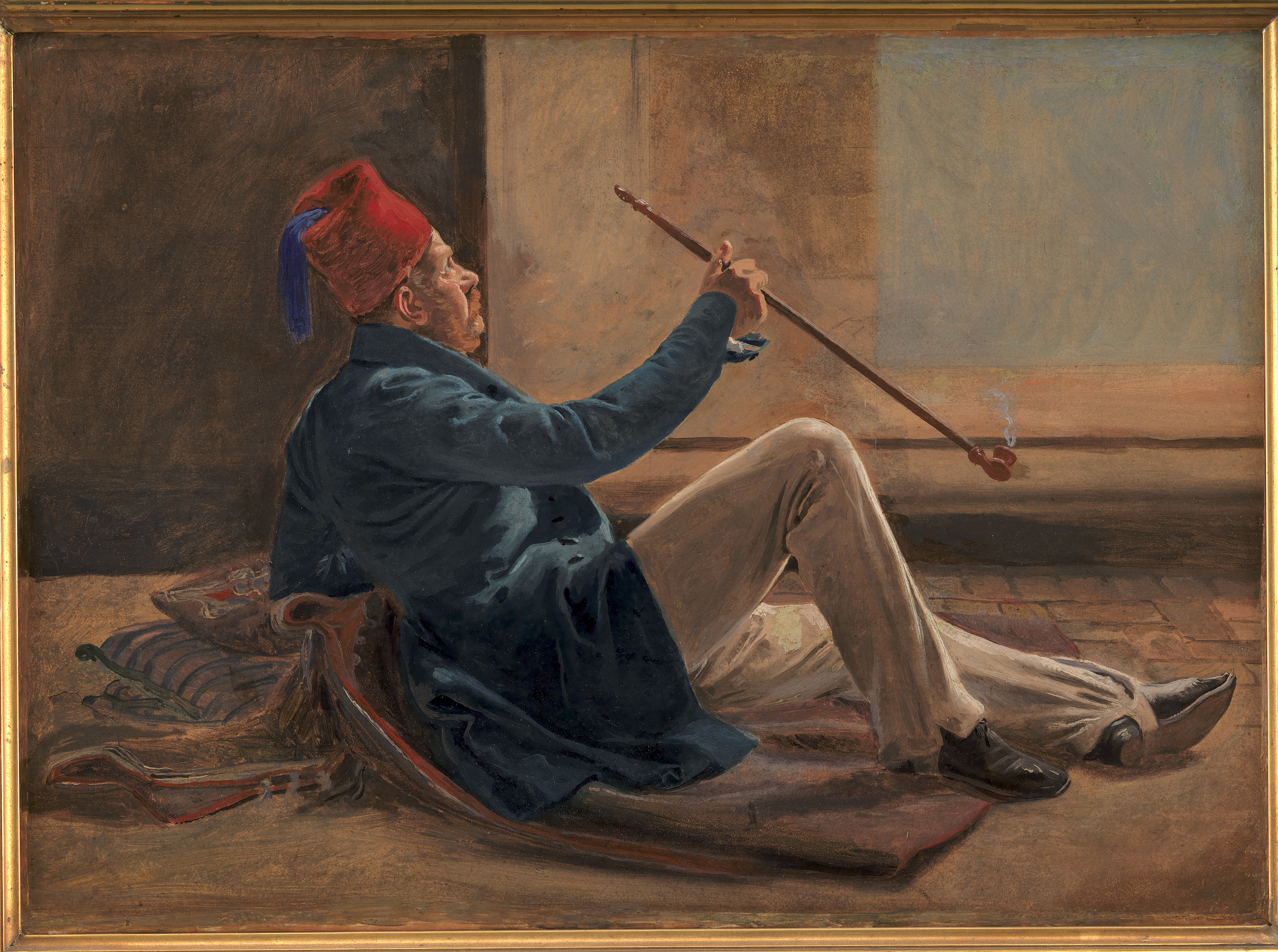
De architect Gottlieb Bindesbøll voorbereidende studie
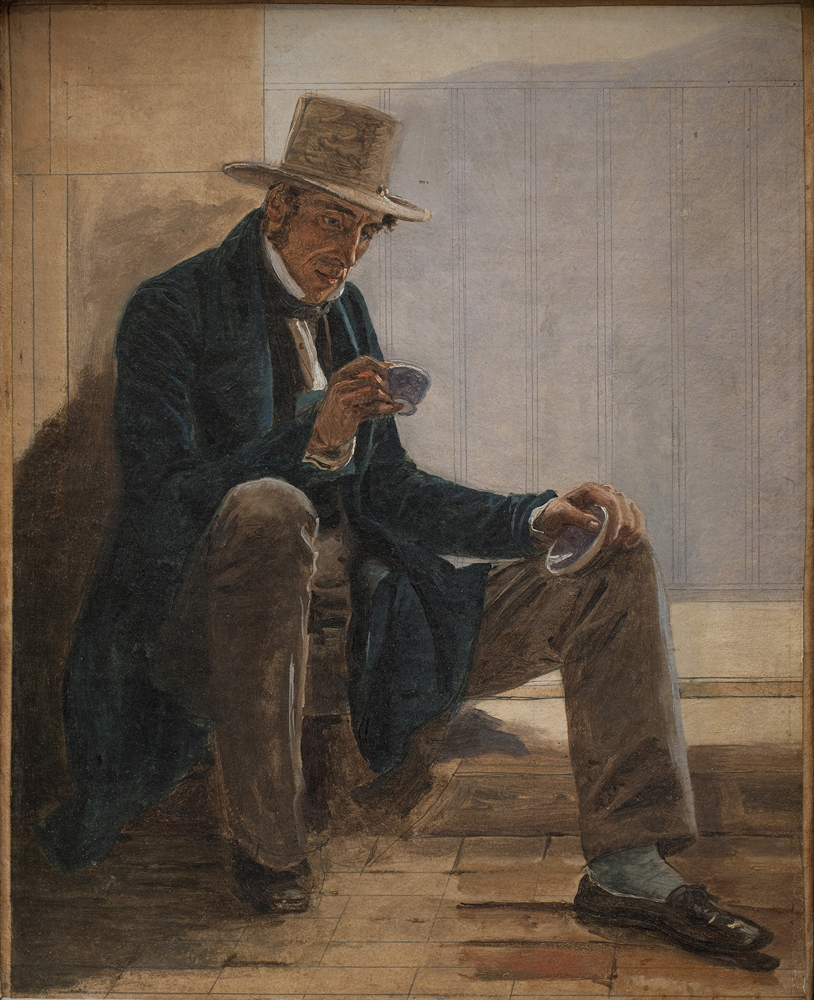
Martinus Rørbye voorbereidende studie
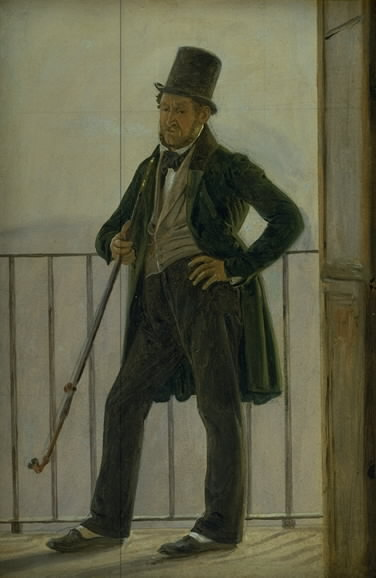
De schilder Albert Küchler voorbereidende studie
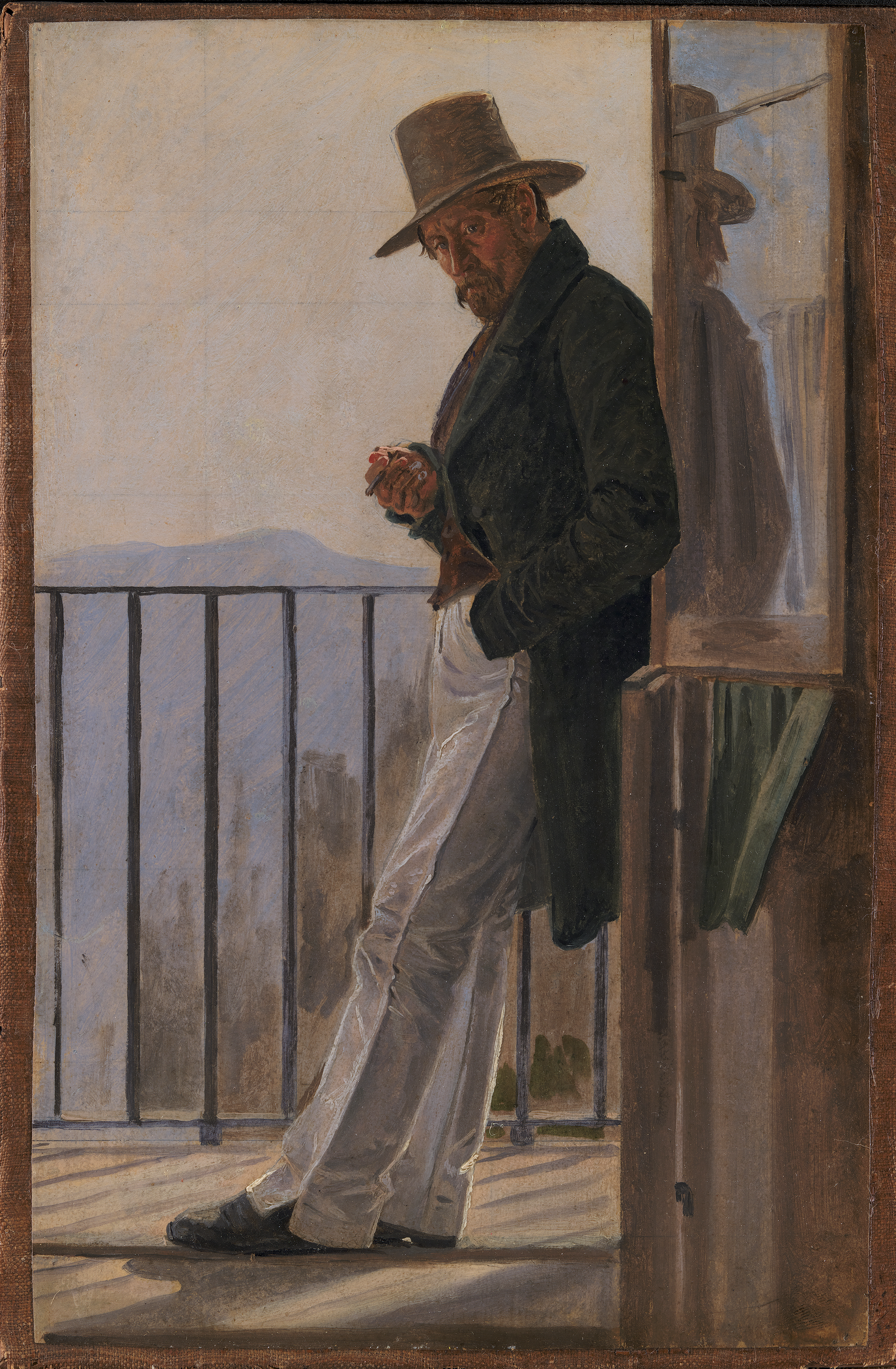
De schilder Ditlev Blunck voorbereidende studie
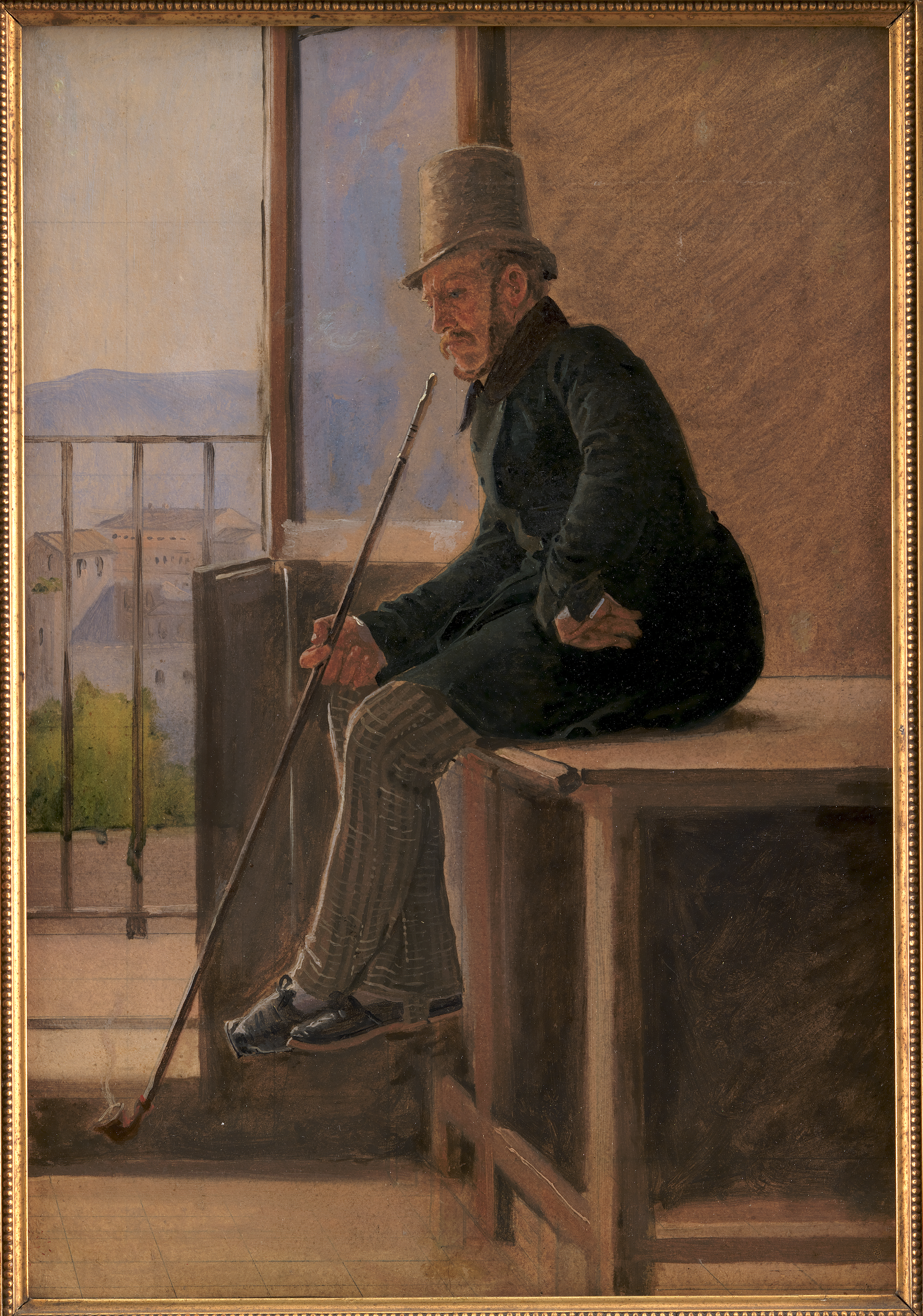
De schilder Jørgen Sonne voorbereidende studie
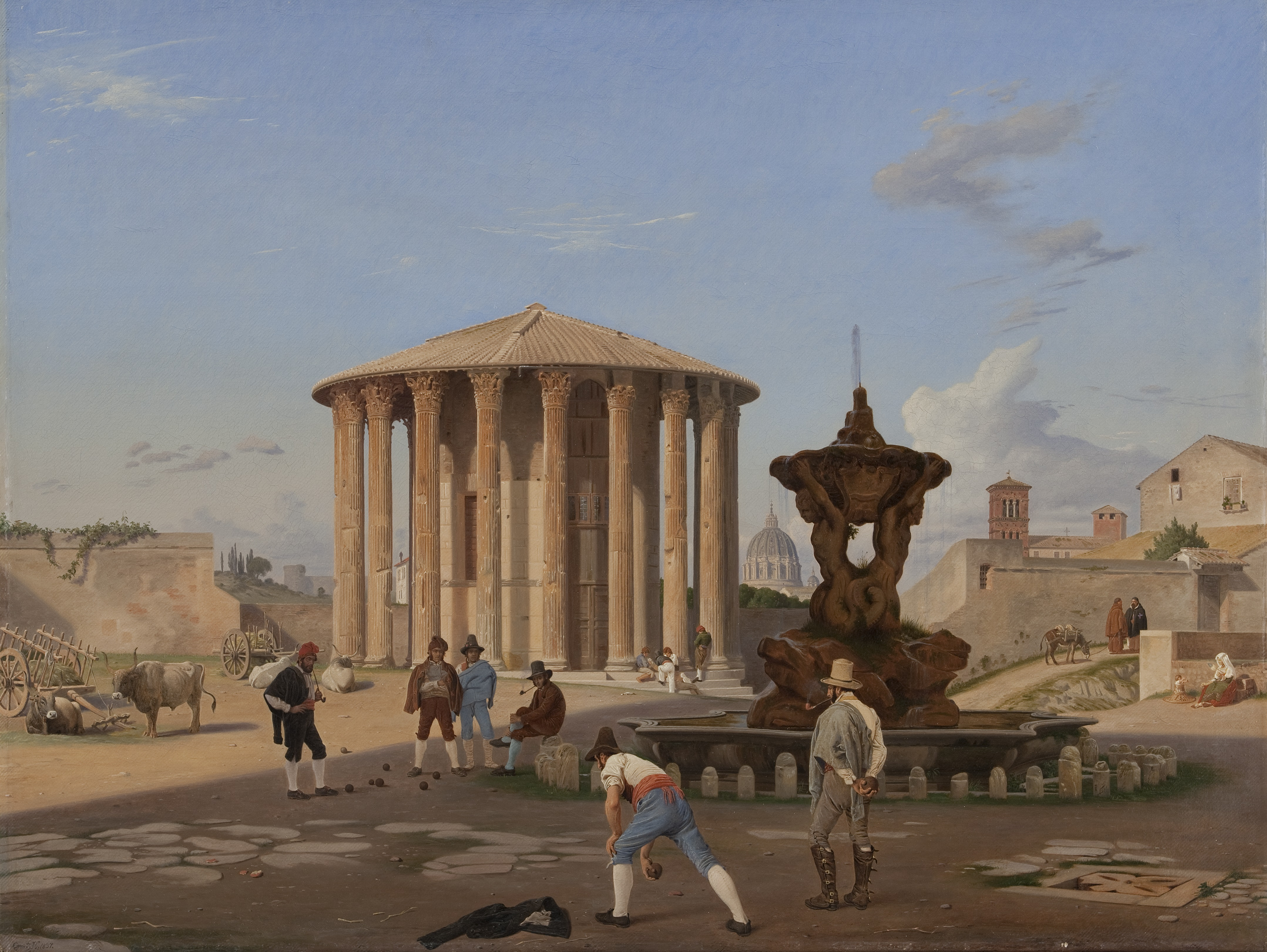
Piazza della Bocca della Verità met de zogenaamde Vesta-tempel in Rome (1837)